# 笼形水合物

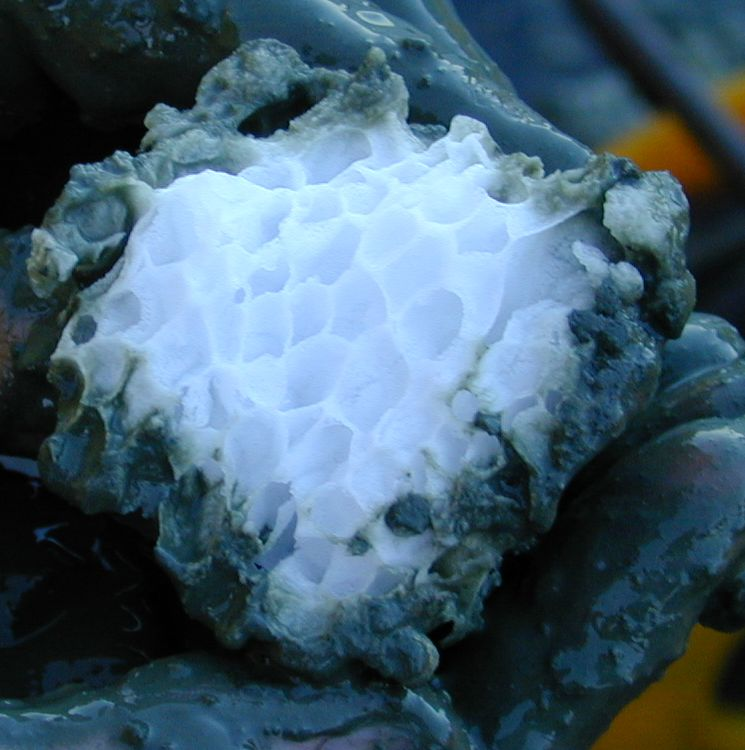
美國俄勒岡州附近水合物脊沉積物中嵌入的甲烷笼形水合物塊.

笼形水合物（英語：Clathrate hydrate）又称气体水合物（英語：Gas hydrates），是一类水性固态晶体，其物理性质类似于冰，其中体积较小的气体疏水分子被水分子组成的笼形结构包围，通过氢键连接。换言之，笼形水合物属于笼形化合物，其中主体分子为水分子，客体分子一般为气体。若没有客体分子的支撑作用，这类化合物的晶体结构便会坍塌为冰或水的结构。绝大多数相对分子质量较低的气体都能形成笼形水合物，比如O2、H2、N2、CO2, CH4、H2S、Ar、Kr、Xe等。一些高级烃类以及氟利昂也能形成笼形水合物。

## 结构

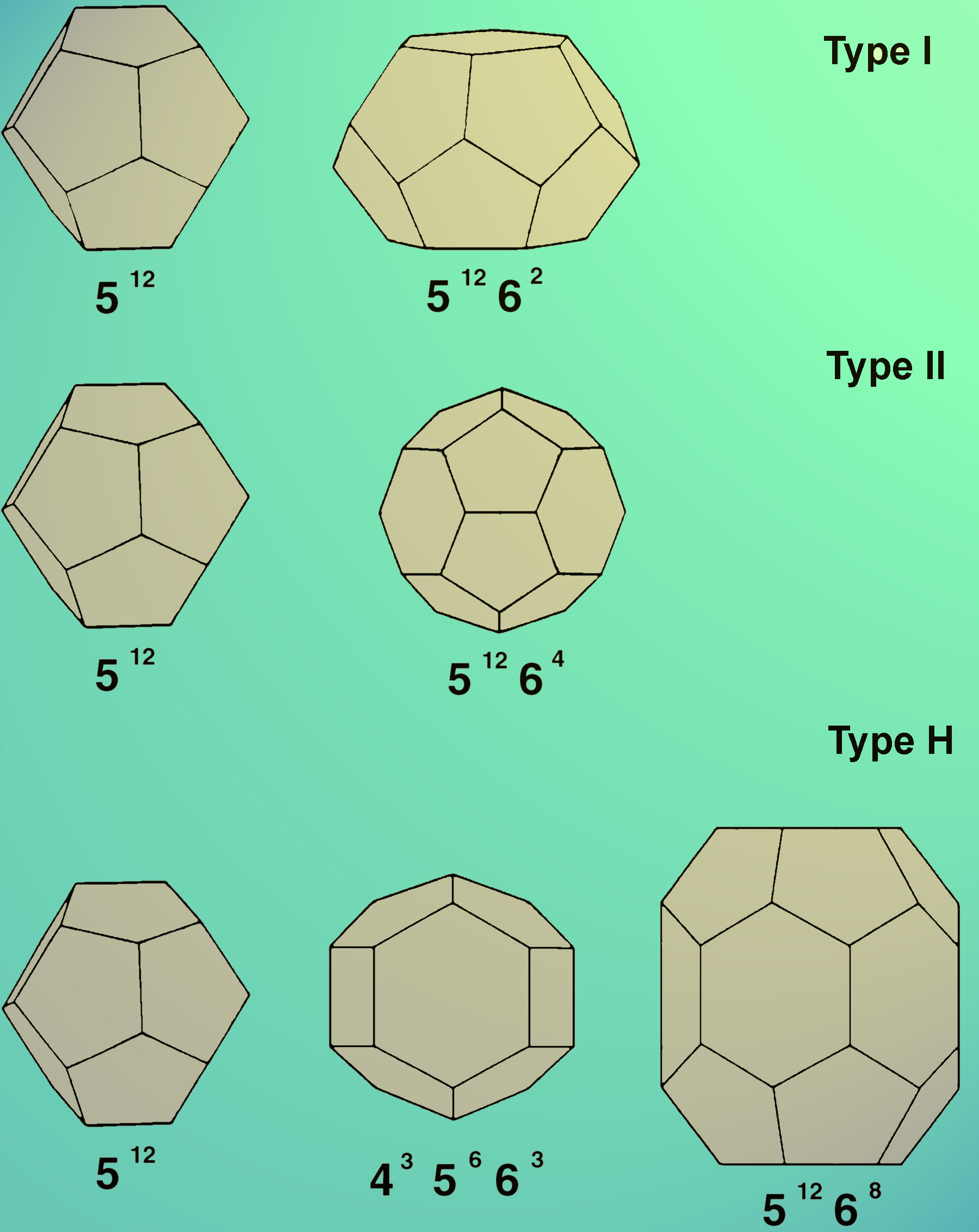
不同气体水合物的结构

气体水合物通常有两种立方晶体结构，分别称为I类（sI）和II类（sII），，它们的空间群分别为{\displaystyle Pm{\overline {3}}n}与{\displaystyle Fd{\overline {3}}m}。人们也观测到过一种空间群为{\displaystyle P6/mmm}的结构（H类），但较为少见。
I类水合物的每个晶胞含有46个水分子，它们形成了大笼与小笼两种笼型结构，其中大笼有六个，小笼有两个。小笼的形状为五角十二面体（512）（并非正十二面体），大笼的形状则为十四面体，具体而言为一截對角六方偏方面體 (51262)。这两种笼合在一起形成了一种韋爾—費倫結構。典型的I类水合物有二氧化碳水合物与甲烷水合物等。
II类水合物的每个晶胞含有136个水分子，同样形成大笼与小笼两种结构，分别有八个与十六个。小笼的形状也为五角十二面体（512），而大笼的形状为十六面体（51264）。II类水合物有氧气水合物与氮气水合物等。
H类水合物的每个晶胞含有34个水分子，形成三种笼结构：两种不同的小笼结构与一种“巨大”的笼结构。其中包括三个形状为512的小笼，两个形状为435663的小笼，一个形状为51268的大笼。形成H类水合物的必要条件是有一大一小两种稳定客体分子。H类水合物中大空腔可容纳较大的客体分子（如丁烷等烃类），较小的客体分子则填入剩余的空隙中，起到辅助的作用。已经表明墨西哥湾存有H类水合物。

## 宇宙中的水合物
Iro 等人試圖解釋彗星中的氮缺乏，指出儘管晶粒快速生長到米級規模，但圍繞前主序星和主序星的原行星狀星雲中水合物形成的大部分條件都已滿足。 關鍵是提供足夠的微觀冰粒子暴露在氣體環境中。對金牛T星和赫比格Ae/Be星周圍星周盤輻射連續光譜的觀測表明，存在由毫米級顆粒組成的巨大塵埃盤，這些顆粒在數百萬年後消失（例如， ）。 紅外線太空天文台（ISO）完成了大量探測宇宙中水冰的工作。

## 拓展阅读
- Shuqiang Gao, Waylon House, and Walter Chapman, “NMR/MRI Study of Clathrate Hydrate Mechanisms”, J. Phys. Chem. B, 109(41), 19090–19093, 2005.
- N Sultan, P Cochonat, JP Foucher, J Mienert, Effect of gas hydrates melting on seafloor slope instability – ►ifremer.fr [PDF], – Marine Geology, 2004 – Elsevier http://linkinghub.elsevier.com/retrieve/pii/S0025322704002798 （页面存档备份，存于）